# Ante Šimundža
Ante Šimundža, né le 28 septembre 1971 à Maribor, est un ancien footballeur reconverti entraîneur.

## Biographie

### Carrière de joueur

#### En équipe nationale
Entre 1993 et 1999, Šimundža est sélectionné à trois reprises dans l'équipe nationale slovène . Il joue notamment contre l'Estonie, la Bosnie-Herzégovine et la Grèce.

## Palmarès

### En tant qu'entraîneur
| NK Maribor - Championnat de Slovénie (3) : - Champion : 2013, 2014 et 2015 - Coupe de Slovénie - Finaliste : 2014 - Supercoupe de Slovénie (1) - Vainqueur : 2014 - Finaliste : 2015 |  | NŠ Mura - Championnat de Slovénie (1) : - Champion : 2021 - Coupe de Slovénie (1) - Champion : 2020 |  | Ludogorets - Championnat de Bulgarie (1) : - Champion : 2022 - Supercoupe de Bulgarie (1) : - Vainqueur : 2022 |
| |  | |  | |

## Vie privée
Šimundža est né à Maribor et est le cadet de la famille, ayant une sœur de six ans son aînée. Son père, croate, est né à Split et sa mère, slovène, vient de Kidričevo. Il est marié et a deux fils, Luka et Jure, nommés ainsi selon les prénoms de leurs grands-pères.